# 吳式芬

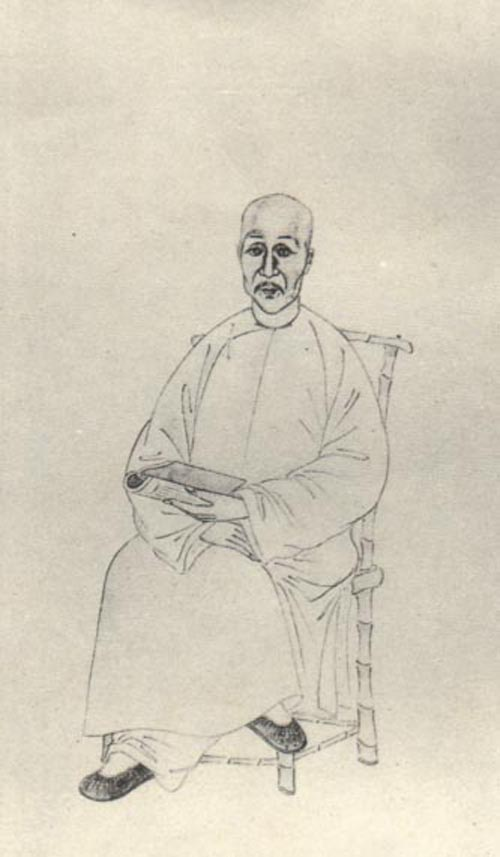
《清代学者像传》吴式芬像

吳式芬（1796年—1856年），字子苾、號誦孫，山東省海豐縣（今無棣縣）人，清朝政治人物、進士出身。

## 生平
國子監監生出身。道光二年（1822年）順天府鄉試中舉。道光十五年（1835年）登進士，改庶吉士。道光十六年（1836年）任翰林院編修，次年改國史館協修。道光十八年（1838年）任江西南安府知府。道光二十二年（1842年）署江西建昌府知府、次年署江西臨江府知府、文闈監試道、武闈監試道。道光二十四年（1844年）任廣西右江道。次年，署廣西按察使，改河南按察使。道光二十八年（1848年）署河南布政使。道光二十九年（1849年）任直隸布政使、貴州布政使。咸豐元年（1851年）任陝西布政使，次年兼署陝西按察使。咸豐四年（1854年）任鴻臚寺卿、提督浙江學政。咸豐五年（1855年）任內閣學士。

## 家庭
有子吴重熹，任河南巡抚。